# 前田発電所
前田発電所（まえだはつでんしょ）は、かつて山口県下関市前田に存在した火力発電所（石炭火力発電所）である。1921年（大正10年）より1960年（昭和35年）にかけて運転された。
戦前期の有力電気事業者である九州電灯鉄道（後の東邦電力）が建設。1933年（昭和8年）に東邦電力から県営電気事業を営む山口県に譲渡され、1939年（昭和14年）には日本発送電へと出資された。その後1951年（昭和26年）から廃止までは中国電力に帰属した。廃止時の出力は2万3,750キロワット。

## 沿革

### 建設
1896年（明治29年）に馬関電灯によって下関市の電気事業が開業した際、その発電所は同市観音崎町に置かれていた。この発電所は1910年（明治43年）に竹崎町へと移設され、1916年（大正5年）には合併に伴って福岡市の九州電灯鉄道に引き継がれた（下関発電所）。同社下関支店区域の電源は下関発電所のみで、その後の増設で発電所出力は2,050キロワットとなっていたが、大戦景気による需要増加に対処できなくなったことから、九州電灯鉄道では下関市の東に位置する豊浦郡長府町前田（現・下関市前田）での新発電所建設を決定した。
1921年（大正10年）7月12日、前田発電所は5,000キロワット発電機1台により運転を開始した。最初の発電機は米国ゼネラル・エレクトリック (GE) 製である。翌1922年（大正11年）、九州電灯鉄道は名古屋市の関西電気（旧・名古屋電灯）と合併し東邦電力となる。前田発電所も東邦電力に引き継がれた。
1926年（大正15年）1月に最初の増設が実施され、6,250キロワット発電機1台（英国メトロポリタン＝ヴィッカース製）の設置とボイラー改造によって認可出力が5,000キロワットから9,000キロワットに引き上げられた。この増設と同時に山口県電気局の手で宇部開閉所と前田発電所の間に40キロボルト送電線が架設され、県電気局の系統との連系が成立している。さらに1932年（昭和7年）3月には2度目の増設が行われ、1万2,500キロワット発電機1台が設置された。

### 所有の変遷
1933年（昭和8年）5月、東邦電力下関支店の事業を、県営電気事業を営む山口県（山口県電気局）が買収した。これに伴って前田発電所も東邦電力から山口県に引き継がれた。継承時点での認可出力は1万3,300キロワットであったが、1935年（昭和10年）7月に2万3,750キロワットとされた。
1938年（昭和13年）の電力管理法施行に伴う電力国家管理の実施により、国内の電気事業者は発電設備については出力1万キロワット以上の火力発電所を新設の国策会社日本発送電へと出資することとなった。この規定により、翌1939年（昭和14年）4月1日の日本発送電成立にあわせて前田発電所は山口県より同社へ出資され、日本発送電広島出張所（後の中国支店）の所管となった。
太平洋戦争後の1951年（昭和26年）5月1日、電気事業再編成により中国配電と日本発送電中国支店を統合して中国電力が発足した。これに伴い前田発電所は中国電力に移管された。

### 廃止
新発足した中国電力では、戦後の電力需要増加に伴って火力発電所の新増設を進め、設立から10年間で新宇部発電所の新設、小野田発電所・坂発電所の増設などを実施する傍ら、老朽発電所を順次廃止していった。前田発電所はこの時期に廃止された発電所の一つであり、1960年（昭和35年）3月31日に廃止となった。
前田発電所の廃止後、1967年（昭和42年）になって同じ下関市内の長府港町に下関発電所（石炭火力発電所、出力17万5,000キロワット）が新設されている。

## 設備構成
通商産業省の資料に基づく1953年（昭和28年）3月末時点の発電所設備を以下に記す。

### ボイラー
| 形式  | 台数 | 製造者名                                 | 製造年月 |
| ----- | ---- | ---------------------------------------- | -------- |
| WIF式 | 4    | バブコック・アンド・ウィルコックス (B&W) | 1920年   |
| CTM式 | 3    | 同上                                     | 1930年   |

### 原動機
| 形式               | 容量 (kW) | 台数 | 製造者名                          | 製造年月  |
| ------------------ | --------- | ---- | --------------------------------- | --------- |
| 復水式蒸気タービン | 5,000     | 1    | ゼネラル・エレクトリック (GE)     | 1920年    |
| 復水式蒸気タービン | 6,250     | 1    | メトロポリタン＝ヴィッカース (MV) | 1925年    |
| 復水式蒸気タービン | 12,500    | 1    | 三菱重工業                        | 1931年2月 |

### 発電機
| 容量 (kVA) | 電圧 (kV) | 力率 (%) | 回転数 (rpm) | 周波数 (Hz) | 台数 | 製造者名                          | 製造年月  |
| ---------- | --------- | -------- | ------------ | ----------- | ---- | --------------------------------- | --------- |
| 6,250      | 11        | 80       | 3,600        | 60          | 1    | ゼネラル・エレクトリック (GE)     | 1920年    |
| 7,813      | 11        | 80       | 3,600        | 60          | 1    | メトロポリタン＝ヴィッカース (MV) | 1925年    |
| 15,625     | 11        | 80       | 3,600        | 60          | 1    | 三菱電機                          | 1931年2月 |